# Heinrich Leng
Heinrich Friedrich Leng (* 20. Dezember 1795 in Eisenach; † 18. Juni 1835 in Ilmenau) war ein deutscher Burschenschafter und Autor.

## Leben
Als Sohn eines Landrentmeisters geboren, erhielt Leng Privatunterricht und ging auf das Gymnasium in Eisenach. 1813 begann er ein Studium der Rechtswissenschaften in Jena, das er später in Gießen und an anderen Universitäten fortsetzte. Während seines Studiums wurde er Mitglied der Landsmannschaft Saxonia Jena, engagierte sich dann aber 1815 als Gründer der Urburschenschaft, in deren Ausschussgremium er sich betätigte; er galt als einer ihrer führenden Vertreter. 1816 gehörte er innerhalb der Burschenschaft einem burschenschaftsfeindlichen Orden der schwarzen Brüder an. Von dieser Gegenströmung innerhalb der Burschenschaft wandte er sich aufgrund des Wirkens von Heinrich Riemann jedoch wieder ab. 1817 nahm Leng am Wartburgfest teil. Er war ein Freund von Karl Ludwig Sand und einer der Unbedingten Karl Follens. Ohne sein Studium beendet zu haben, kehrte er nach Eisenach zurück, wo er 1818 mit seinem Bundesbruder Johann Friedrich Haberfeld einen Turnplatz einrichtete. 1818/19 war Leng an der Gründung der ersten Jahnschen Turnanstalt in Eisenach beteiligt, deren Vorsteher er wurde.
Er reiste durch Deutschland, Österreich, Ungarn und Frankreich, lebte ein Jahr in Bingen und zwei Jahre in Paris, wo er intensiv am dortigen Nachtleben, den Soireen, teilnahm und Vorträge bekannter Pariser Professoren über Geschichte, Politik und schöne Künste hörte. Nachdem sein Vermögen aufgebraucht war, zog er nach Weimar, wo er von Übersetzungen und Zeitschriftenaufsätzen für das Industrie-Comptoir lebte. Ab 1823 gab er das Jahrbuch der Erfindungen für einen Ilmenauer Buchhändler heraus. In dessen Verlag veröffentlichte Leng zahlreiche Werke. So schrieb er unter anderem Nachrufe im Neuen Nekrolog der Deutschen.
In Jena wurde er 1828 in absentia zum Dr. phil. promoviert. Leng ist 1835 in Ilmenau gestorben.

## Veröffentlichungen (Auswahl)
- als Herausgeber: Jahrbuch der neuesten und wichtigsten Erfindungen und Entdeckungen. Ilmenau 1824. (Online)
- Handwörterbuch der Chemie. Ilmenau 1828.
- Naturgeschichte des Thier-, Pflanzen- und Mineralreichs für Kinder. Ilmenau 1830.
- Lehrbuch der Gewerbskunde. Ilmenau 1834.
- Vollständiges Handbuch der Zuckerfabrikation. Ilmenau 1834.
- Vollständiges Handbuch der Glasfabrikation. Ilmenau 1835. (Online)